# Elzbach
Elzbach er en flod i Rheinland-Pfalz i Tyskland og en af sidefloderne til Mosel fra venstre med en længde på 56 kilometer. Floden har sit udspring i Eifel nær Kelberg. Elzbach løber gennem Monreal og forbi slottet Burg Eltz. Elzbach munder ud i Mosel i Moselkern ved Verbandsgemeinde Treis-Karden.